# Всеволожский, Дмитрий Александрович

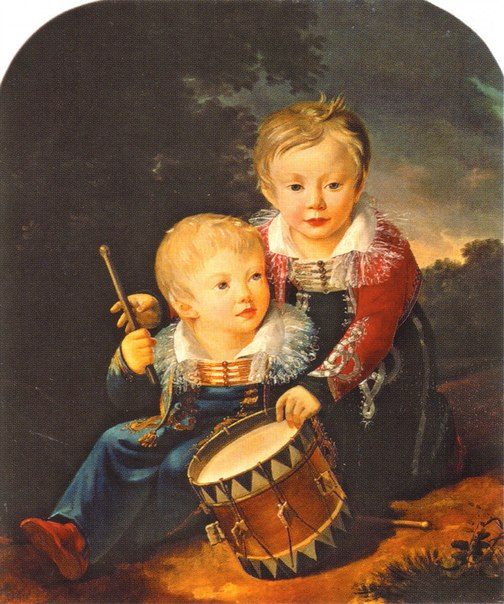
Сыновья А. В. Всеволожского: Дмитрий и Всеволод. Портрет работы Августа Дезарно. 1824 год

Дмитрий Александрович Всеволожский (21 октября (2 ноября) 1821, Москва — 26 апреля (9 мая) 1902, Курская губерния) — статский советник в придворном звании камергера, благотворитель. Брат Всеволода, Владимира, Ивана и Павла Всеволожских.

## Биография
Родился в Москве. Принадлежал к младшей ветви дворянского рода Всеволожских, из дворян Московской и Пензенской губерний. Отец — камергер, действительный статский советник Александр Всеволодович Всеволожский. Мать — Софья Ивановна, одной из дочерей князя Ивана Дмитриевича Трубецкого. Дмитрий был первым ребёнком. Всего в семье было десять детей.
В 1836 году Александр Всеволожский решил дать образование своим старшим сыновьям. 25 июля он написал прошение на имя директора Института Корпуса горных инженеров, имевшего статус университета, генерал-майора Карла-Густава Карловича Вейценбрейера (1788—1859): «Сыновей моих Дмитрия, Всеволода и Владимира, родившихся 1) 21.10.1821, 2) 14.12.1822, 3) 11.10.1824, прошу принять своекоштными пансионерами. Грамоты о дворянстве, метрические свидетельства о рождении и крещении прилагаю» и внёс оплату в размере 3000 рублей ассигнациями — по 1000 рублей за каждого за год вперёд. Братья Дмитрий, Всеволод и Владимир успешно сдали вступительные экзамены по следующим дисциплинам: «1) Пространная свободная история и пространный катехезис. 2) Русская грамматика, логика, риторика. 3) Немецкий язык. 4) Французский язык. 5) История и география. 6) Геометрия и алгебра до Ньютоновской биномии». По 16-балльной системе оценок Дмитрий набрал в сумме 70, Всеволод — 59, и Владимир — 62 балла. Все они были зачислены в 4-й кадетский класс Корпуса. Воспитанники четырёх начальных классов назвались кадетами, двух средних — кондукторами и двух высших — офицерами. По отзывам преподавателей братья учились хорошо, но получить высшее образование им не удалось, в конце января 1839 года все они были уволены из кондукторских классов, согласно прошению отца.
В молодости Дмитрий Александрович в звании поручика кирасирского полка служил адъютантом при Киевском генерал-губернаторе Дмитрии Гавриловиче Бибикове, который приходился родным дядей будущей тёще его младшего брата — Павла Александровича Всеволожского — Елене Павловне Бибиковой. Вышел в отставку в чине штабс-ротмистра, проживал у отца на Урале. Затем в чине губернского секретаря служил чиновником для особых поручений при генерал-губернаторе Московской губернии графе Арсении Андреевиче Закревском.
В дальнейшем, с 1859 года, служба Дмитрия Александровича проходила исключительно по линии благотворительности. В 1859 году он — чиновник для особых поручений при председателе в московском Опекунском совете, что на Солянке, в чине коллежского секретаря и звании камер-юнкера. В 1860 году к предыдущей должности добавился чиновник для особых поручений в московском отделении Главного совета женских учебных заведений, уже в чине коллежского асессора. Не позже 1861 года был пожалован придворным званием камер-юнкера. В 1867 году он выслужил чин надворного советника и был удостоен придворного звания камергера. В 1868 году был произведён в коллежские советники.
В 1877 году Дмитрий Александрович стал чиновником для особых поручений при Совете «Московского благотворительного общества учреждённого в 1837 году», в 1879 году он — почётный член московского Совета детских приютов Ведомства учреждений императрицы Марии. С 1880 года — статский советник. В 1889 году его избрали почётным членом Пермского попечительства детских приютов, а в 1890 году — почётным членом Комитета для заведывания эмеритальной кассой ведомства детских приютов. 1893 год — почётный член Пермского попечительства детских приютов, действительный член Московского совета детских приютов, в звании камергера. 1894 год — почётный член Курского попечительства детских приютов, действительный член Московского совета детских приютов, в звании камергера. 1895—1898 годы — почётный член Курского попечительства детских приютов, в звании камергера. 1900—1902 годы — почётный член Витебского попечительства детских приютов, в звании камергера.
От отца Дмитрию Александровичу достались в наследство в Пермской губернии Пожевские чугуноплавильные заводы и золотые прииски с 8240 душами крестьян. От матери в Орловской и Воронежской губерниях 1300 душ. Благоприобретенное имение: Московской губернии, Подольского уезда 486 десятин и 55 душ крестьян. Родовое имение жены: в Старооскольском и Новооскольском уездах Курской губернии 11899 и 600 десятин земли, в Тамбовской губернии в Шацком уезде 8314 десятин земли.

## Награды
За заслуги на почве благотворительности был награждён:
- Орден Святой Анны 2-й степени
- Орден Святого Станислава 2-й степени с императорской короной
- Медаль «В память войны 1853—1856» (тёмно-бронзовая)[10]

## Семья
Дмитрий Александрович Всеволожский был женат на троюродной сестре своей матери, княжне Екатерине Николаевне Трубецкой (1826—1914), дочери управляющего московскими дворцами, обер-гофмейстера, князя Николая Ивановича Трубецкого и графини Варвары Алексеевны Мусиной-Пушкиной. Княжна была «похожая лицом на отца, некрасивая, но чрезвычайно приятная, ровного характера, всегда обходительная, разговорчивая, искренний друг своих друзей, которых у неё было много».
Супруги жили в имении Ивановка Старооскольского уезда Курской губернии. Похоронены в своём имении.
Их дети:

- Алексей Дмитриевич Всеволожский (1853—1887) — коллежский секретарь Министерства императорского двора в звании камер-юнкера.
- София Дмитриевна Всеволожская (Мансурова) (1855—1915) — фрейлина (1873—1876) императрицы Марии Александровны.
- Наталья Дмитриевна Всеволожская (Трубецкая) (1856—1913) — вышла замуж за своего двоюродного брата Алексея Алексеевича Трубецкого (1847–1914). В браке было трое детей: дочь Наталья Алексеевна Сумарокова; сыновья Алексей и Дмитрий.
- Николай Дмитриевич Всеволожский (1860—1891) — губернский секретарь, чиновник для особых поручений при директоре Императорских театров в звании камер-юнкера.
- Александр Дмитриевич Всеволожский (1862—1926) — действительный статский советник, пристав Государственного совета Российской империи.
- Дмитрий Дмитриевич Всеволожский (1866—?) — умер в младенчестве.
- Анатолий Дмитриевич Всеволожский (1868—1927) — поручик запаса, уездный предводитель дворянства Старооскольского уезда Курской губернии[12].